# St. Michael (Widdersberg)

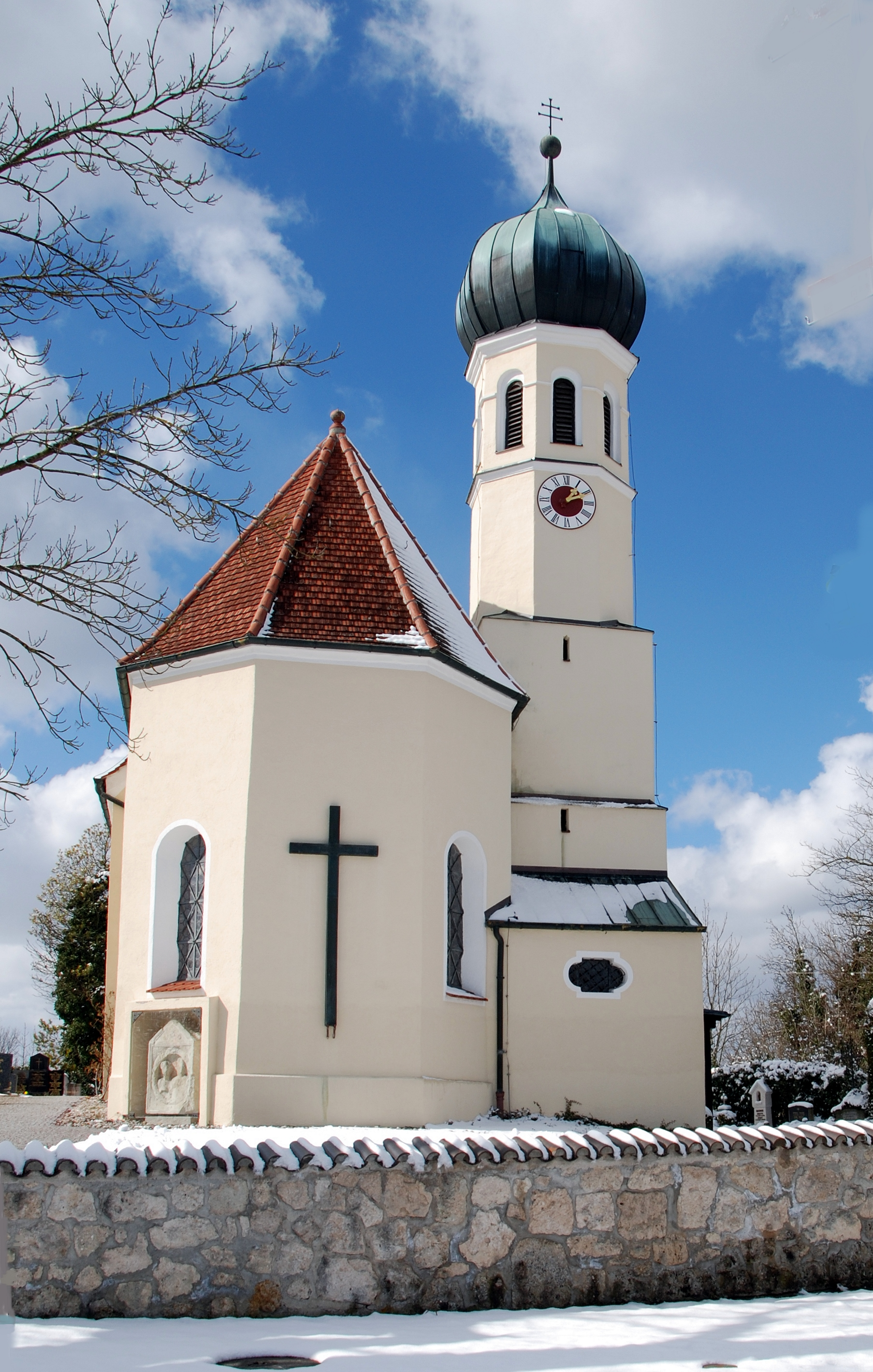
St. Michael in Widdersberg

Innenraum

Orgel auf der Empore

Die römisch-katholische Filialkirche St. Michael steht in Widdersberg, einem Gemeindeteil von Herrsching am Ammersee im oberbayerischen Landkreis Starnberg. Sie gehört zu den Baudenkmalen in Herrsching am Ammersee und ist in der Bayerischen Denkmalliste unter der Nummer D-1-88-124-36 eingetragen. Die Kirche gehört zum Dekanat Starnberg im Bistum Augsburg.

## Beschreibung
Die spätgotische Saalkirche wurde 1521 vom Kloster Andechs erbaut und 1770 barock verändert. Sie besteht aus dem Langhaus zu drei Jochen, dem eingezogenen, dreiseitig geschlossenen Chor zu zwei Jochen im Osten und dem Chorflankenturm auf quadratischem Grundriss an der Nordwand des Chors. Er wurde 1595 mit zwei achteckigen Geschossen aufgestockt, die den Glockenstuhl und die Turmuhr enthalten und mit einer Zwiebelhaube bedeckt sind. Die Sakristei befindet sich in der Nordwestecke von Chor und Turm. Ein Vorbau an der Fassade im Westen des Langhauses führt zum Portal.
Das Langhaus ist mit einem Tonnengewölbe überspannt. Der Stuck wurde 1768 von Tassilo Zöpf eingebracht. Die Fresken an der Decke des Langhauses wurden in den Jahren 1765 bis 1768 eingefügt. Der Hochaltar wird von den Skulpturen der Elisabeth von Thüringen und des Johannes des Täufers flankiert. Auf der Empore steht eine Orgel aus der Werkstätte für Orgelbau Benedikt Friedrich, Oberasbach von 1994.